# Cloître des Mirepoises
Le cloître des Mirepoises est un cloître situé à Martel, dans le Lot. Il est inscrit au titre des monuments historiques.

## Historique
Les Sœurs Mirepoises, créées en 1675 à Cahors, ont occupé peu après 1744 l’ancienne maison noble des Bovis et des Vayrac. Le couvent des Mirepoises de Martel a conservé des vestiges médiévaux dans le logis attenant à la cour dont on peut voir des traces côté rue, une cour de style Renaissance, datant de la fin du XVIe ou début du XVIIe siècle dont il ne subsiste que les côtés nord et ouest. Cette cour a été remaniée et complétée au XVIIe siècle sur son côté sud par une galerie composée de grandes arcades en rez-de-chaussée avec un grand escalier à volées droites desservant les étages qui a été réaménagé par les Sœurs Mirepoises au XVIIIe en même temps que tout le corps de logis sud dont la façade sur le par est coiffée d'un important fronton triangulaire.
Ce corps de logis donnant sur le parc possède au rez-de-chaussée une pièce décorée d’un plafond à caissons néo-Renaissance réalisé au XXe siècle dont on peut voir un modèle assez semblable au château de la Treyne. Le parc est fermé par des vestiges de l'ancien rempart et de l'ancienne porte du Sers.
Le couvent des Mirepoises est devenu une école aux XIXe et XXe siècles.
L'ancien cloître a été inscrit au titre des monuments historiques le 29 juin 1931 et le couvent a été partiellement inscrit par arrêté du 17 septembre 2024.